# اینتروتسو
اینتروتسو (به ایتالیایی: Introzzo) یک کومونه در ایتالیا است که در استان لکو واقع شده‌است.

## خصوصیات
اینتروتسو ۳٫۸ کیلومترمربع مساحت و ۱۲۴ نفر جمعیت دارد و ۷۰۴ متر بالاتر از سطح دریا واقع شده‌است.